# ダニエル・ギリーズ
ダニエル・ギリーズ（Daniel Gillies, 1976年3月14日 - ）は、カナダ出身の俳優である。

## 人物
曽祖父は形成外科学の創始者として知られるニュージーランド出身の軍医・ハロルド・ギリーズ。

## 主な出演作品
- ヴァンパイア・ダイアリーズ（イライジャ）
- キャプティビティ（ゲリー・デクスター）
- ザ・グレイズ 〜フロリダ殺人事件簿
- スノー・クイーン 〜雪の女王〜（デルフォント）
- スパイダーマン2（ジョン・ジェイムソン）
- トゥルーブラッド
- ドリーム・クルーズ（ジャック・ミラー）
- NCIS 〜ネイビー犯罪捜査班 シーズン8
- メントーズ（アーサー王）
- ヴァージンリバー Virgin River (2019-)